# Fritz Tietz
Fritz Tietz (* 27. Dezember 1958 in Bielefeld) ist ein deutscher Autor und Schauspieler.

## Leben
Tietz schrieb von Mitte der 80er Jahre bis Anfang der 90er für die Satiremagazine Titanic und Kowalski. Er schrieb außerdem satirische Kurzfilme und fiktive Reportagen für das Fernsehen. Sein im Jahr 2018 gedrehter Kurzfilm „Der Langsamwallradfahrer“ gewann den Großen Preis der Jury auf dem 13. International Cycling Film Festival. 
Heute schreibt und filmt er für die Zeitschrift konkret, taz, Eulenspiegel, WDR, SWR, Frankfurter Rundschau und als Zeremonienmeister für Prinzessinnenreporter.de.
Er lebt mit seiner Familie in der Nähe von Hamburg in der Nordheide.

## Werke
- Und drinnen spielt ein Mongoloidenkapellchen. Greiz: Verl. Weisser Stein, 1995.
- Die Kunst einen Papst zu erlegen. Berlin: Ed. Tiamat, 2000.
- Zwischen Gourmetstation und Suppenhaarmuseum. Berlin: Ed. Tiamat, 2003.
- Und vorne brennt die Luft. Berlin: Ed. Tiamat, 2005.
- Schön, Sie nicht kennenzulernen, Feature, Deutschlandfunk 2019[2]
- Alte Lieben, Feature, Deutschlandfunk 2021[3]